# O+S
OplusS (ou somente O+S) é um projeto musical de gênero indie rock formado pela vocalista Orenda Fink (também vocalista de Azure Ray e Art In Manila) e Cedric LeMoyne da banda Remy Zero. O nome se origina das primeiras letras dos integrantes: Orenda e Scalpelist (apelido de Cedric). 

## História
Formado em 2009, O+S é um projeto de Orenda baseado em músicas pop, como as "assustadoras" e "éteres" músicas das trilhas sonoras de David Lynch e bandas clássicas como a de art rock 10cc, bem como a produção e filmografia de videoclipes de Michael Patterson.
Orenda começou em carreira solo gravando singles em vários países, incluindo no Haiti onde teve um "despertar espiritual". Passando a integrar em duas bandas na qual teve participação em outras mais como "Now It's Overhead" e "Little Red Rocket". Orenda e Cedric eram amigos desde infância, e vizinhos na cidade de Birmingham no Alabama. Durante as últimas décadas Cedric a tem acompanhado de perto, criando assim um novo projeto de Orenda.
Os primeiros singles derivam de loops e produções instrumentais realizados por Cedric das músicas já gravadas de Orenda como as do álbum "Invisible Ones" que ela produziu no Haiti em 2005 em sua antiga carreira solo. A banda lançou seu primeiro álbum em 24 de março de 2009, "We Do What We Want To" e "Permanant Scar" são os seus singles de maior sucesso.
Segundo Orenda e Cedric a música em sí é mais do que uma junção  dos trabalhos cinemáticos e instrumentais, é um "intermediário" entre trabalhos realizados com guitarras acústicas, teclados e amostra de composições pop.

## Discografia

### Álbuns
- O+S (2009)

1. New Life
2. Permanent Scar
3. The Fox
4. Toreador
5. We Do What We Want To
6. Survive Love
7. Haunts
8. My Friend
9. Knowing Animals
10. Lonely Ghosts

- Sing Me to Sleep: Indie Lullabies (2010) Pela gravadora American Laundromat Records

1. You and Your Sister (Cover de This Mortal Coil, também contido na compilação)[4]

- Trilhas individuais (2012)

1. Flowers Turn to Fire
2. The Ocean Becomes the Sea

### Remix
1. Permanent Scar (Depressed Buttons Remix)
2. Permanent Scar (Blestenation Remix)

## Filmografia

### Clipes
- Permanent Scar
- We Do What We Want To[5]
- The Fox

### Cinema
- "Lonely Ghosts" foi usada no episódio "Needs" na primeira temporada do seriado americano "Dollhouse" em cenas compiladas, em 2009[6]
- A música "New Life" foi usada como trilha sonora no seriado "CSI Las Vegas", no episódio "Se eu Tivesse um Martelo" em 2009
- A mesma música também foi usada como trilha sonora no filme "O Aprendiz de Feiticeiro" em 2010[7]
- "We Do What We Want To" foi usada no seriado "Grey's Anatomy" no décimo nono episódio, "Elevator Love Letter" da quinta temporada em 26 de março de 2009 durante a declaração de Derek para Izzie.[8]
- "Flowers Turn to Fire" foi criada para a estréia do quinto episódio da nona temporada de "Grey's Anatomy" , a música é tocada no final deste episódio durante cenas de uma cirurgia importante.[9]